# Nichi Vendola
Nicola "Nichi" Vendola (Bari, 26 augustus 1958) is een Italiaans politicus. Vendola was president van de regio Apulië (Puglia) van 2005 tot 2015. Hij is secretaris van de Sinistra Ecologia Libertà.
Vendola was lid van de communistische jeugdorganisatie Federazione Giovanile Comunista Italiana sinds zijn veertiende. Hij studeerde letteren en behaalde de graad van doctor met een dissertatie over Pier Paolo Pasolini. Hij werd journalist bij de communistische krant l'Unità. Ook werd hij actief bij de eerste Italiaanse homo-emancipatievereniging Arcigay.

## Loopbaan in de politiek
Na de opheffing van de communistische partij koos Vendola voor de Heropgerichte Communistische Partij, de PRC. In 1992 werd hij gekozen in de Kamer van Afgevaardigden. Hij bleef lid tot 2005, toen hij deelnam aan de eerste voorverkiezingen ooit in Italië, waarin de centrumlinkse coalitie De Unie, geleid door Romano Prodi, een kandidaat zocht voor het presidentschap van de regio Apulië. Vendola won, maar gematigde leden van de coalitie hadden kritiek op de keuze voor een openlijk homoseksuele communist, omdat die naar hun idee geen kans maakte om president te worden van een conservatief-katholieke regio. Vendola is echter wel belijdend katholiek, zoals leden van Pax Christi dat zijn.
Bij de regionale verkiezingen van april 2005 wist Vendola zijn tegenstander Raffaele Fitto, later minister in een Berlusconi-kabinet, met gering verschil (0,6 %) te verslaan. In 2009 splitste hij zich met zijn volgelingen af van de PRC om zich bij een nieuwe partij te voegen, de gematigd-linkse Sinistra Ecologia Libertà (SEL), waarvan hij de leider werd. Vendola's herverkiezing als president van Apulië kwam in gevaar toen een van zijn coalitiepartijen een meer gematigde kandidaat naar voren schoof. Bij de voorverkiezing werd deze echter overtuigend verslagen, evenals Vendola's tegenkandidaat bij de regionale verkiezingen (ditmaal behaalde hij tweemaal zoveel stemmen als zijn tegenstander). Als onconventionele politicus met een geheel eigen stijl en een duidelijk gezicht op het internet (zijn partij is geheel op de mogelijkheden van het internet gebaseerd) geniet Vendola brede steun bij jongere kiezers die zich niet gebonden voelen aan de traditionele partijen. Onder zijn leiding functioneert de afgelegen regio Apulië beter dan de andere arme zuidelijke regio's van Italië: milieubescherming en afvalscheiding zijn geen vreemde woorden meer, evenals duurzaam toerisme. De maffia is er niet zo machtig als in de buurregio's. Plaatselijke tradities worden geëerbiedigd en ook de kleinste dorpjes hebben vrij internet.
Voor de Europese verkiezingen van 2014 steunde Vendola met zijn partij de Italiaanse tak van de Griekse partij SYRIZA. Deze partij wordt geleid door Alexis Tsipras en de Italiaanse partij heet L'Altra Europa con Tsipras, Het andere Europa met Tsipras. Mede dankzij de steun van de Apulische partij van Vendola haalde deze nieuwe partij 3 zetels in het Europees Parlement.
In 2021 stond hij met 45 anderen terecht in het Ilva-proces. In 2016 was vastgesteld, dat het sterftecijfer aan longkanker in de omgeving van deze staalfabriek 30% hoger lag dan elders. De milieuregels waren op grote schaal ontdoken, en Vendola heeft volgens de rechtbank de inspectie onder druk gezet om hiertegen niet op te treden. Hij werd in eerste aanleg veroordeeld tot drieënhalf jaar gevangenisstraf.

## Boeken en films
Vendola heeft een aantal boeken geschreven, veelal van politieke aard, maar ook een dichtbundel, Ultimo Mare (2003). Hij was onderwerp van twee films, Nichi (2005) en Sposerò Nichi Vendola (2010) en speelde zelf ook rollen in enkele films, Focaccia Blues en Il sole dei cattivi (2013).